# Gran incendio de Turku

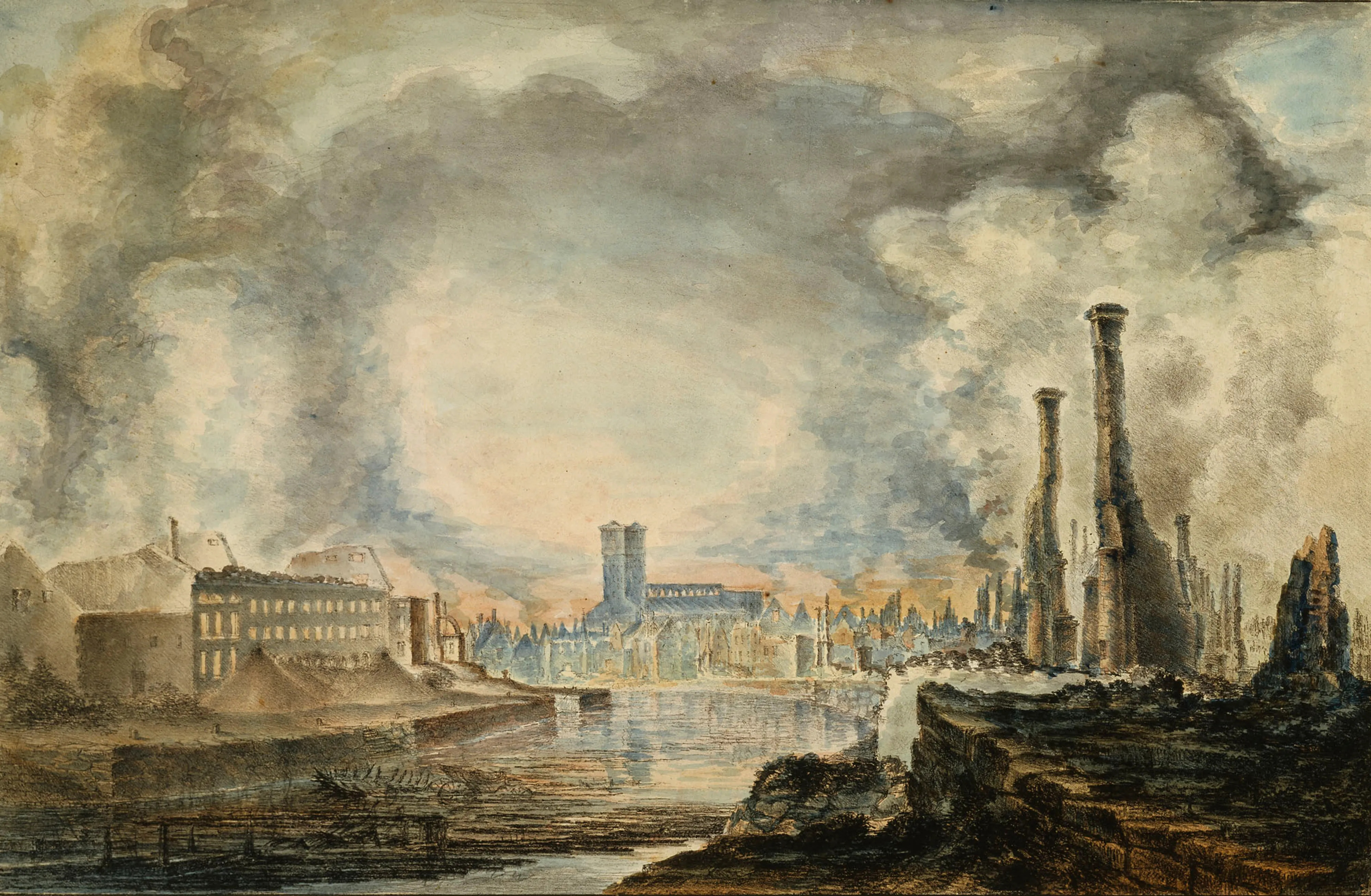
La Catedral y el edificio de la Academia después del incendio. Pintura de Gustaf Wilhelm Finnberg.

El gran incendio de Turku (en finés: Turun palo y en sueco: Åbo brand) fue una conflagración que constituye el mayor incendio en la historia de Finlandia y los países nórdicos.
Los focos del incendio se originaron el 4 de septiembre de 1827 en la casa del burgués Carl Gustav Hellman, en la colina Aninkaistenmäki, un poco antes de las 9 de la noche. El fuego rápidamente se extendió por el distrito norte, posteriormente a la parte sur y cruzó el río Aura, propagando el fuego al barrio de la catedral antes de la medianoche. Al día siguiente, el fuego había destruido el 75-80 % de la ciudad. Solo se salvaron principalmente las zonas del oeste y el sur.
El fuego destruyó el centro histórico de la ciudad, incluyendo la catedral y el edificio principal de la Academia Imperial de Turku, Akatemiatalo, que fueron gravemente dañadas. Las causas que contribuyeron al desastre fueron un verano seco, la difusión del incendio por una tormenta que se inició esa misma noche y la falta de personal de bomberos, debido a que gran parte de la población de la ciudad se encontraba en el mercado en Tampere ese día. El daño fue considerable y sus secuelas perduraron durante un largo periodo de tiempo después del evento. 11 000 personas se quedaron sin hogar y se registraron 28 muertes y cientos de heridos.
La noche del fuego, Friedrich Wilhelm Argelander, observador de la Academia Imperial de Turku, estaba en el Observatorio de Vartiovuori, Vartiovuorenmäki. Debido al incendio, tuvo que dejar lo que estaba haciendo. En su registro escribió: «La observación de hoy fue interrumpida por un terrible incendio que redujo Turku a cenizas». El observatorio, situado en la parte superior de una colina, se salvó y Argelander continuó trabajando el 9 de septiembre. Ya que el resto de edificios de la academia sufrieron grandes daños, sus actividades indispensables, tales como las reuniones del consistorio y de la Oficina del Canciller, se trasladaron al observatorio. La mayoría de los archivos finlandeses, incluyendo prácticamente todos los registros de la Edad Media, fueron destruidos en el incendio.
En el momento del incendio, Turku era la ciudad más grande de Finlandia, y lo siguió siendo un tiempo después. Es por ello que el gran incendio de Turku fue un desastre nacional. Como consecuencia del incendio, la Academia Imperial de Turku fue trasladada a Helsinki, la nueva capital del gran ducado de Finlandia, por lo que Turku fue perdiendo importancia relativa en el país.
El gobernador general del ducado, Arseniy Zakrevskiy, fue el responsable de la reconstrucción de la ciudad tras el incendio. El Senado de Finlandia eligió al arquitecto Carl Ludvig Engel para diseñar el nuevo plan urbanístico de Turku, basado en el plan hipodámico, que fue aprobado el 15 de diciembre de 1828. Los edificios más grandes del centro de Turku, la catedral y Akatemiatalo, fueron restaurados, y algunos de los otros edificios, como el Ayuntamiento de la Ciudad Vieja y la antigua fábrica de azúcar, fueron reconstruidos. La mayoría de la ciudad, sin embargo, tuvo que reconstruirse desde cero. El diseño en cuadrícula de Turku tuvo una influencia significativa sobre cómo otras ciudades finlandesas fueron establecidas.
La zona de Luostarinmäki, que estaba completamente a salvo debido a su ubicación periférica con respecto a la zona afectada por el fuego, fue protegida y se abrió como un museo de artesanía al aire libre en 1940.